# Horst Köppel
Horst Köppel (født 17. maj 1948) er en tysk fodboldspiller.

## Tysklands fodboldlandshold
| Tysklands landshold | Tysklands landshold | Tysklands landshold |
| År                  | Kmp                 | Mål                 |
| ------------------- | ------------------- | ------------------- |
| 1968                | 3                   | 0                   |
| 1969                | 0                   | 0                   |
| 1970                | 0                   | 0                   |
| 1971                | 6                   | 2                   |
| 1972                | 0                   | 0                   |
| 1973                | 2                   | 0                   |
| Total               | 11                  | 2                   |